# Norrby
Norrby (Duits: Norbi, Estland-Zweeds: Norrbe) is een plaats in de Estlandse gemeente Vormsi, provincie Läänemaa. De plaats heeft de status van dorp (Estisch: küla).
Dat het dorp een Zweedse naam heeft, komt doordat tot in 1944 voornamelijk Estlandzweden op het eiland Vormsi woonden. In dat jaar vluchtte vrijwel de hele bevolking voor het oprukkende Rode Leger over de Oostzee naar Zweden. De naam van de plaats betekent ‘noorderdorp’. Het zuidelijke buurdorp heet Söderby, ‘zuiderdorp’.

## Bevolking
Het dorp had 11 inwoners op 31 december 2011 en 14 inwoners op 31 december 2021.

## Ligging
Norrby ligt in de noordoosthoek van het eiland Vormsi. Drie onbewoonde eilanden, waarvan Väike-Tjuka (7,45 ha) veruit het grootste is, horen bij het dorp.
Op het grondgebied van het dorp ligt een zwerfsteen met de afmetingen 7,8 x 7,3 x 5,6 meter en een omtrek van ca. 28 meter, de Kirikukivi (‘kerksteen’). Aan de oostkant van het dorp staan twee lichtbakens.

## Geschiedenis
Norrby werd in 1540 voor het eerst genoemd als Norbw. In 1565 heette het dorp Norby en in 1604 Nörby. Tussen 1977 en 1997 was de officiële naam Norbi. Het lag op het landgoed van Söderby en vanaf ca. 1753 op het landgoed Magnushof (Suuremõisa).

## Foto's

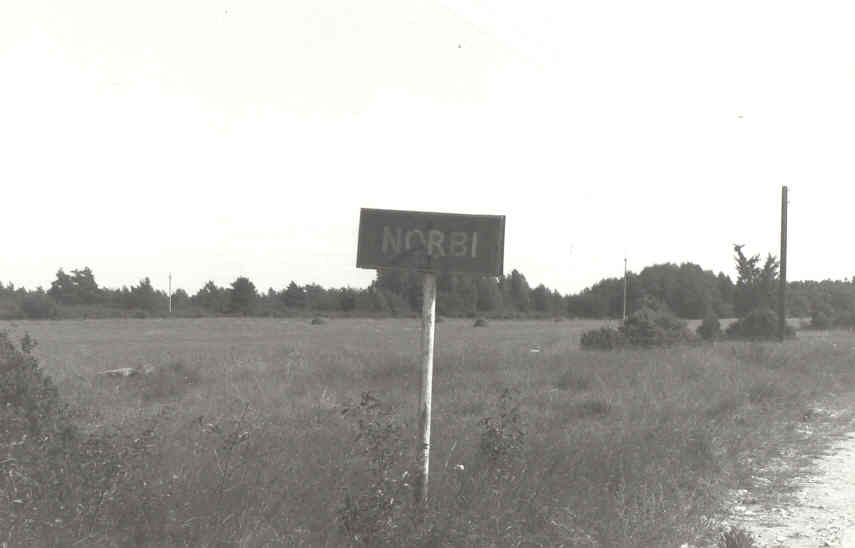
Plaatsnaambordje uit 1993, toen Norrby nog Norbi heette
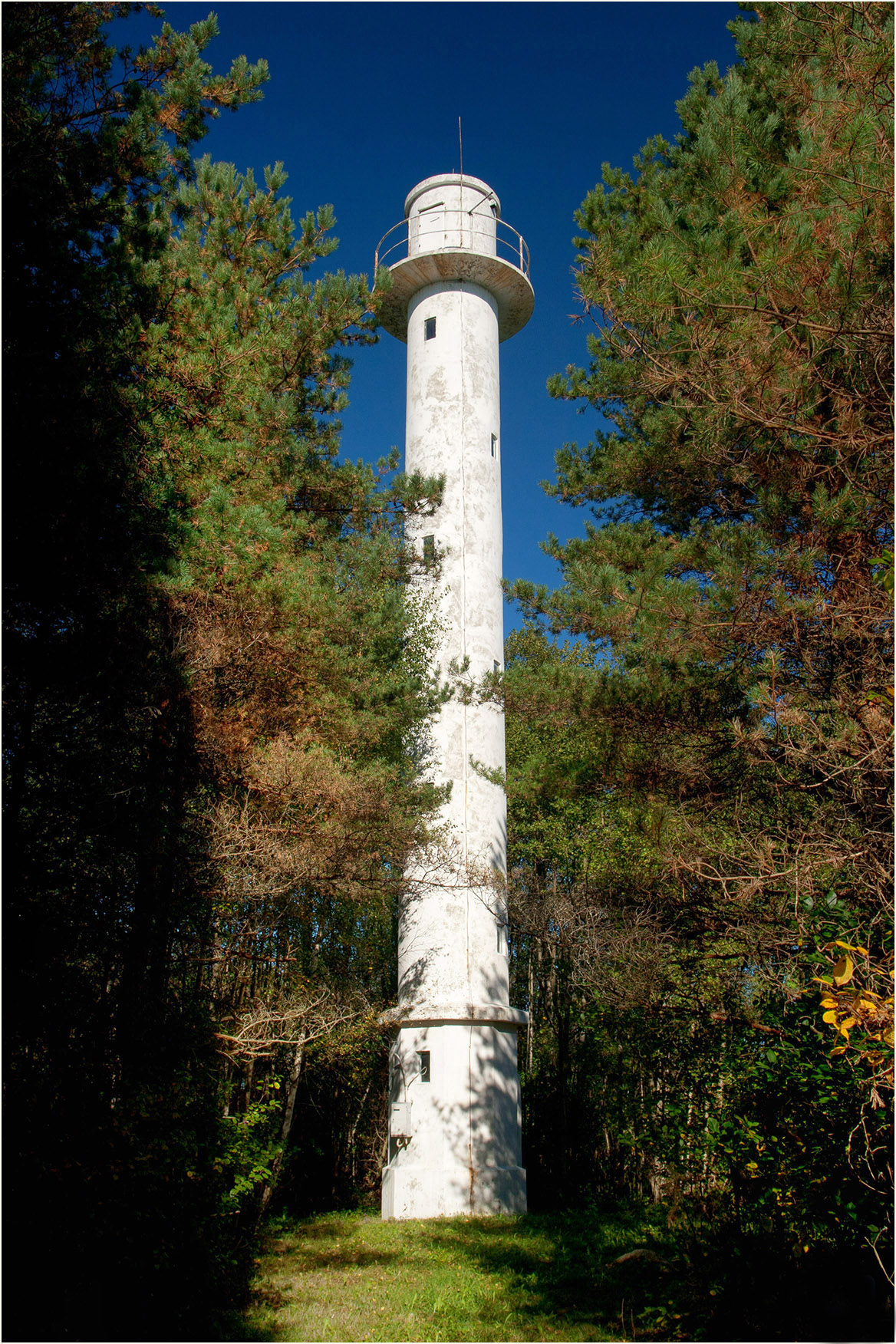
Het voorste lichtbaken
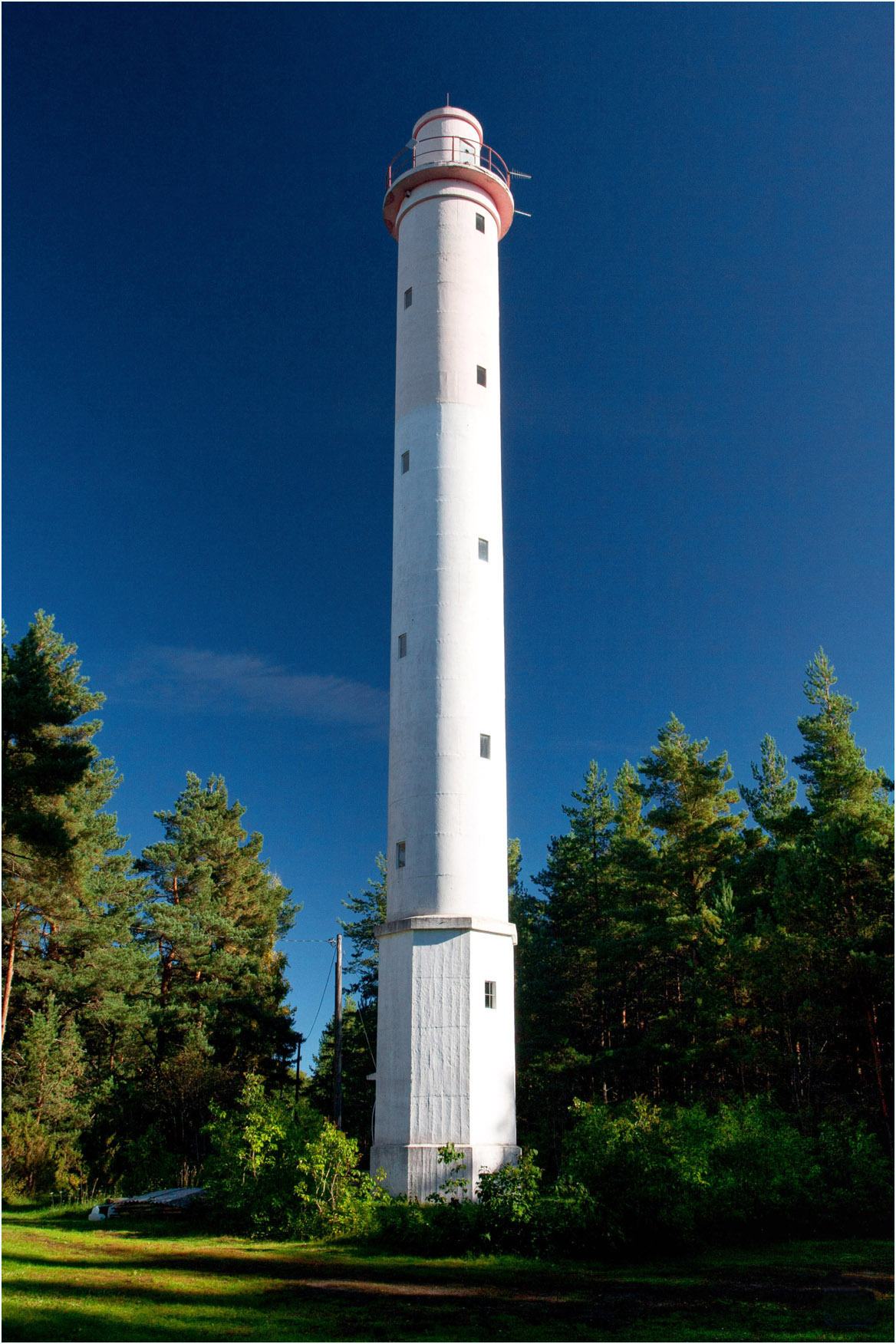
Het achterste lichtbaken